# Lytta aenea
Lytta aenea — вид нарывников из подсемейства Meloinae. Жука можно встретить с марта по июнь (в Северной Калифорнии).

## Этимология
Научное название вида «aenea» указывает на окраску жука, так как на лат. aenea означает бронзовый.

## Распространение
Lytta aenea встречается в США.

## Описание
Жук средних размеров, достигающий 9—16 мм в длину, окрашен в бронзовый, зелёный и красный цвета, слегка опушен. Надкрылья бронзовые, блестящие. Голова и переднеспинка тускло зелёные с редким золотистым оттенком. Лапки красные или рыжеватые. Усики и глаза чёрные.